# FR Nr. 1 bis 4
Die 1863 und 1864 gebauten Lokomotiven Nr. 1 bis 4 der Ffestiniog Railway (FR) waren die ersten Lokomotiven der bis dahin mit Pferden betriebenen Bahn. Sie gelten als die ersten erfolgreich im Streckendienst eingesetzten Schmalspurlokomotiven überhaupt. Die vom Hersteller George England gelieferten Lokomotiven erhielten die Namen The Prince, The Princess, Mountaineer und Palmerston. Sie werden zur Abgrenzung an die etwas größeren Lokomotiven Nr. 5 und 6 auch als „Small Englands“, „Small England engines“ oder ähnlich bezeichnet.
Bis auf Mountaineer, die bereits 1879 ausgemustert wurde, existieren die Lokomotiven noch heute, zwei davon in betriebsfähigem Zustand, womit sie zu den ältesten regelmäßig eingesetzten Dampflokomotiven überhaupt gehören.

## Entstehung und Technik

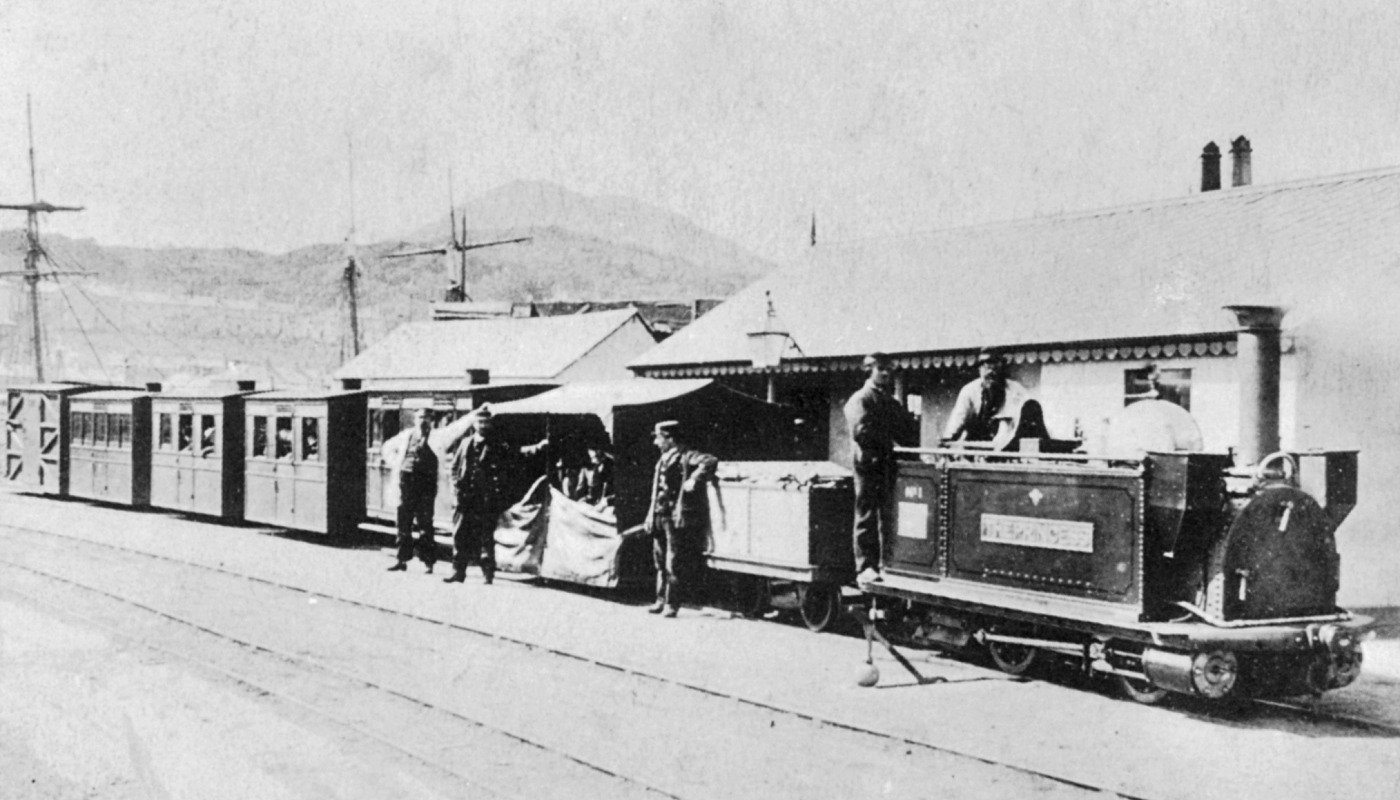
The Princess in ihrer ursprünglichen Form (ca. 1870)

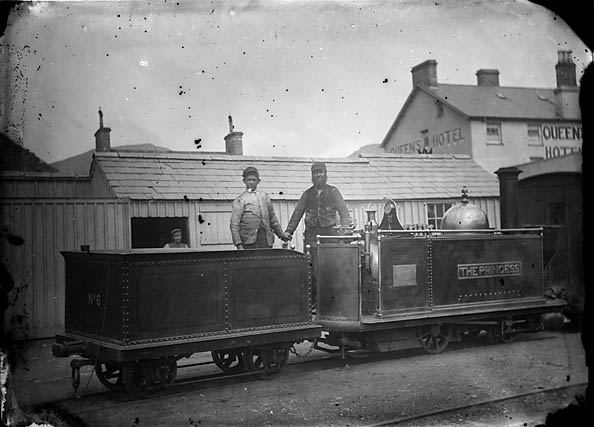
The Princess um 1875

Bis in die 1850er-Jahre wurden Dampflokomotiven auf Schmalspurbahnen, besonders mit einer derartig kleinen Spurweite (597 mm), nur vereinzelt in Industriebetrieben eingesetzt. Diese Bahnen waren betreffend Streckenlänge und Neigungsverhältnissen aber nicht mit der Ffestiniog Railway vergleichbar. Als der Ffestiniog Railway Konkurrenz durch neue Normalspurstrecken in die Bergbauregion um Blaenau Ffestiniog drohte, beauftragte ihr Geschäftsführer, Charles Easton Spooner, den Konstrukteur Charles M. Holland mit der Entwicklung einer geeigneten Lokomotive.
Nach verschiedenen verworfenen Entwürfen entstand 1863 im Werk von George England die erste Lokomotive, der bis März 1864 drei weitere folgten. In welcher Reihenfolge sie geliefert wurden und wie sie ursprünglich nummeriert waren, ist heute unklar. Heute trägt Princess die Nummer 1, Prince die Nummer 2 und Palmerston die Nummer 4. Mountaineer, die Nr. 3, war wahrscheinlich die zuerst gelieferte Lokomotive.
Die Lokomotiven sind eine Kombination aus Tenderlokomotive und Schlepptenderlokomotive: Der Wasservorrat ist in Tanks auf der Lokomotive untergebracht, der Kohlenvorrat auf einem zweiachsigen Tender. Die Lokomotiven haben einen innenliegenden Blechrahmen mit einem außenliegenden Hilfsrahmen. Der Hauptrahmen beginnt hinter dem Zylinderblock und endet vor dem Stehkessel, damit dieser so groß wie möglich ausgeführt werden konnte. Zwischen Stehkessel und Tenderkupplung sowie vor dem Zylinderblock befinden sich Hilfsrahmen, sodass ein wesentlicher Teil der Zugkraft vom Stehkessel übertragen wurde. Dies war ein Schwachpunkt der Konstruktion, und die beiden noch heute eingesetzten Lokomotiven, insbesondere Prince, wurden in diesem Punkt modifiziert. Auch wurden die Lokomotiven ohne Dampfdom konstruiert. Bei Probefahrten mit Mountaineer im Sommer 1863 erwies sie sich damit aber als unbrauchbar. Entsprechend wurden die Kessel vor Ort durch Personal ohne Erfahrung mit Lokomotiven in der bisherigen Perdebahnwerkstätte Boston Lodge mit Dampfdomen nachgerüstet.
Die Zylinder sind waagerecht außerhalb des Rahmens angeordnet und werden über eine innenliegende Allan-Steuerung mit Dampf versorgt. Die beiden Zylinderblöcke sind in Fahrzeugmitte miteinander verschraubt.
Die Maschinen waren dafür ausgelegt, einen Zug von 40 long tons (40,6 t) mit 8 mph (12,9 km/h) eine Steigung von 12,5 ‰ hinaufzuziehen.

## Einsatz und Umbauten

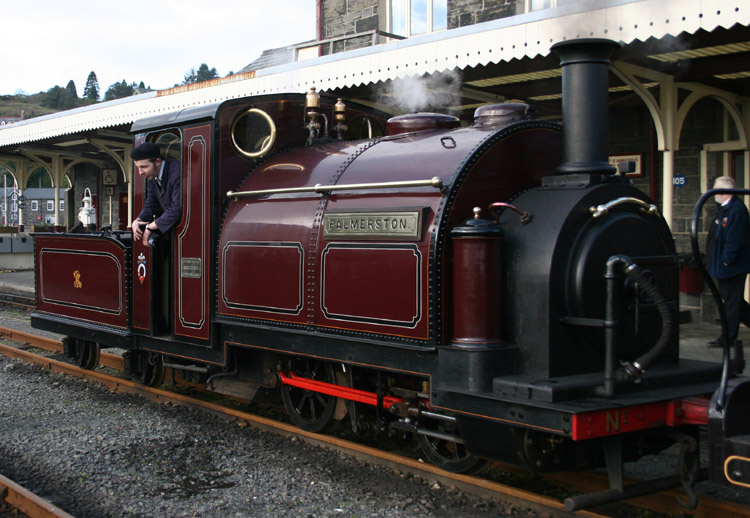
Palmerston im Jahr 2005

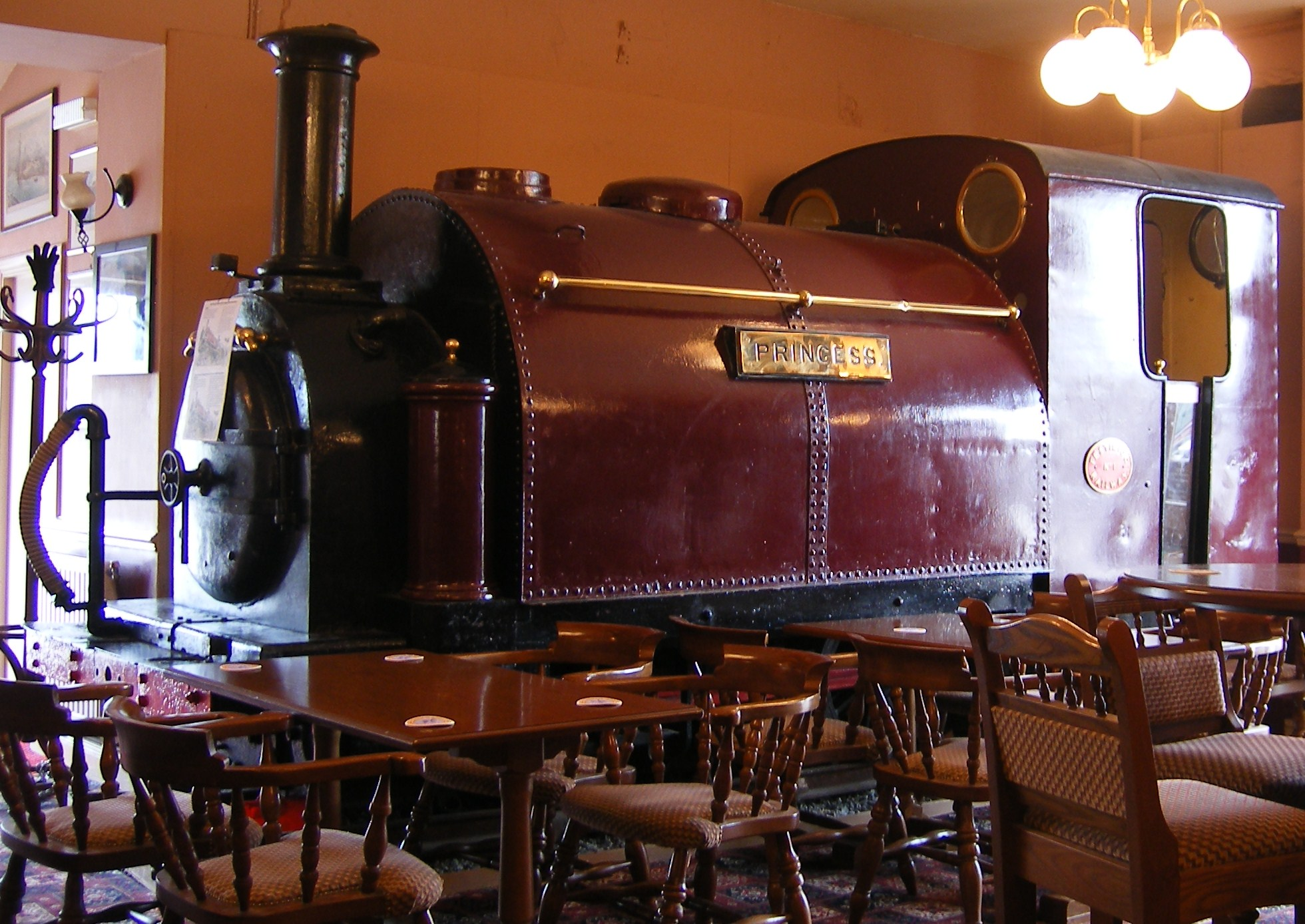
Princess in der Spooner’s Bar

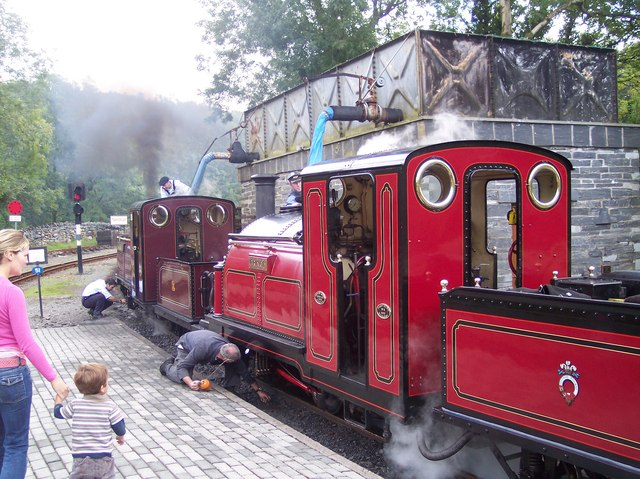
Palmerston und Prince beim Wassernehmen in Tan-y-Bwlch

Die Aufgabe der Lokomotiven war es, die leeren Wagen für den Schiefertransport bergauf zu ziehen, was bis dahin Pferde übernommen hatten. Durch die jetzt möglichen schnelleren Bergauffahrten konnte die Kapazität der Strecke deutlich gesteigert werden. Bergab rollten die Züge weiterhin mit Hilfe der Schwerkraft – zunächst auch die 1865 eingeführten Personenzüge. Später wurden dann auch die zu Tal fahrenden Personenzüge und gemischten Züge mit Lokomotiven befördert, die dafür ab 1893 mit Saugluftbremsen ausgestattet wurden. Die reinen Schieferzüge rollten dagegen noch bis in die 1930er-Jahre alleine talwärts.
1867 wurden die vier Lokomotiven durch zwei weitere ergänzt, die sehr ähnlich aufgebaut, jedoch etwas größer waren. Sie erhielten die Nummern 5 und 6 und werden als „Large Englands“ bezeichnet.
1877 wurde die stark verschlissene Mountaineer aus dem Verkehr genommen und 1879 offiziell ausgemustert – als erste Lokomotive der Ffestiniog Railway. Teile von ihr, z. B. der Schornstein und die Radreifen, wurden als Ersatzteile für die übrigen Lokomotiven verwendet.
Zwischen 1880 und 1882 erhielten die drei verbliebenen Lokomotiven je ein Ballastgewicht, das das Reibungsgewicht auf etwa 10 t erhöhte. Dieses lag zwischen den beiden Seitentanks quer über dem Kessel und glich optisch einem Satteltank.
Zwischen 1888 und 1895 wurden die Lokomotiven mehrmals umgebaut: Die Seitentanks und das Ballastgewicht wurden nun durch einen voluminösen Satteltank ersetzt, wie ihn die „große“ Klasse schon bei der Auslieferung erhalten hatte. Außerdem erhielten die Lokomotiven ein geschlossenes Führerhaus und die für die FR typischen zylindrischen Sandbehälter. Weiters erhielten diese drei Lokomotiven im Zuge der Umbauten auch neue Kessel, neu konstruierte Stahlrahmen, Räder und Zylinder. Damit waren die Maschinen so umfangreich rekonstruiert, dass sie praktisch Neubauten unter Verwendung einiger weniger Originalteile aus den 1860ern waren. Zu diesem Zeitpunkt wurden auch die Namen The Prince und The Princess auf Prince und Princess gekürzt.
Seit diesen Umbauten hatten die Lokomotiven etwa das heutige Aussehen und unterschieden sich – abgesehen vom kleineren Achsstand – auch kaum noch von den „großen“ Lokomotiven.
Palmerston diente 1923 als Arbeitslokomotive beim Bau der mit der Ffestiniog Railway verbundenen Welsh Highland Railway. Prince zog dort 1923 den ersten Zug zwischen Dinas und Porthmadog und Princess den ersten Zug in die Gegenrichtung. Alle drei Lokomotiven kamen wegen der Lokomotivknappheit der WHR bis in die 1930er-Jahre regelmäßig dort zum Einsatz.
Princess zog am 1. August 1946 den letzten Zug vor der (vorläufigen) Betriebseinstellung der FR.

## Museumsbetrieb
1955 wurde die Ffestiniog Railway als Museumseisenbahn wieder in Betrieb genommen.
Prince war 1946 wegen abgelaufener Kesselfrist außer Betrieb gewesen und wurde ab August 1955 mit einem neuen Kessel, der noch von der „alten“ FR beschafft worden war, wieder eingesetzt – als erste Dampflokomotive der „neuen“ FR. Seit 1980 verfügt die Lokomotive über einen Überhitzer, was von außen an einer verlängerten Rauchkammer erkennbar ist.
Palmerston hatte zuletzt als stationärer Kessel gedient, und Teile der Lokomotive waren 1955 für Prince verwendet worden. Ende der 1960er-Jahre galten die verrosteten Reste der Lokomotive als nicht mehr restaurierbar, jedoch fand sich 1974 eine Gruppe zusammen, die diese Aufgabe übernahm. 1993 ging die Lokomotive mit einem neuen Kessel, neuen Zylindern und neuen Rädern wieder in Betrieb.
Princess war wie alle bis zuletzt bei der „alten“ FR eingesetzten Lokomotiven in einem vergleichsweise schlechten Zustand und wurde nicht restauriert. Nach einer oberflächlichen Instandsetzung wurde sie ab 1963 als Denkmallokomotive an verschiedenen Orten im Freien ausgestellt, bevor sie 1981 in das Museum im ehemaligen Güterschuppen des Bahnhofs von Porthmadog gebracht wurde. Heute befindet sich in diesen Räumen das Bahnhofsrestaurant Spooner's Bar, wo die Lokomotive (ohne Tender) weiterhin ausgestellt wurde. Ende 2012 wurde Princess vorübergehend aus der Bar geholt, um anlässlich des 150-jährigen Dampf-Jubiläums der Ffestiniog Railway als „reisendes Exponat“ dienen zu können. Zu diesem Zweck wurde sie neu lackiert und erhielt auch ihren Tender zurück.
Prince und Palmerston sind bis heute einsatzfähig und kommen überwiegend für Sonder- und Charterfahrten zum Einsatz, wobei Prince nach Angaben der FR die weltweit älteste regelmäßig eingesetzte Dampflokomotive ist. Beide Lokomotiven haben zu verschiedenen Anlässen auch die neu aufgebaute Welsh Highland Railway besucht, wo Prince im Juli 2003 – mit Prinz Charles im Führerhaus – den Eröffnungszug für den Streckenabschnitt Waunfawr–Rhyd Ddu gezogen hat.
Im September 2019 kündigte die Initiative Mountaineer Locomotive Ltd. den geplanten Bau einer Replika der „verlorenen“ Mountaineer an, die im Originalzustand mit seitlichen Wasserkästen gebaut werden soll. Zum Startschuss des 250.000-£-Projekts wurden bereits die ersten fertiggestellten Teile des Kessels präsentiert.